# Lars-Gunnar Mattsson
Lars-Gunnar Mattsson, född 1935, är en svensk företagsekonom, professor emeritus vid Handelshögskolan i Stockholm samt forskare vid Mistra Center for Sustainable Markets (Misum) vid Handelshögskolan

## Utbildning
Mattsson avlade ekonomie licentiatexamen 1964 samt disputerade vid Handelshögskolan i Stockholm 1969 på doktorsavhandlingen Integration and efficiency in marketing systems och erhöll titeln ekonomie doktor (ekon.dr)

## Karriär
Lars-Gunnar Mattsson var anställd vid Grosshandelns Utredningsinstitut (GUI) 1959-1963, biträdande lärare vid Stockholms Högskola och Handelshögskolan innan han 1969 erhöll en docentur vid Handelshögskolan. Han var professor i industriell marknadsföring vid Linköpings Universitet 1973-1975 och i företagsekonomi vid Uppsala Universitet 1975-1980. 1980 tillträdde han en professur i företagsekonomi vid Handelshögskolan där han1998-2002 innehade Peter Wallenbergs professur i internationell marknadsföring. 1972-73 ingick han i fakulteten vid European Institute for Advanced Studies in Management (EIASM) i Bryssel.1978-1979 och 1987 var han gästprofessor vid University of California, Berkeley.
Lars-Gunnar Mattsson är en av grundarna och under perioder styrelseledamot i European Marketing Academy, EMAC och European International Business Academy , EIBA. Han ingick i styrelsen för Marknadstekniskt Centrum (MTC) 1973- 2003 samt 2007-2012. Han har innehaft styrelseposter i försäkringsbolagen Valand, Wasa Liv, Wasa Sak, Länsförsäkringar och Topdanmark. 
Mattsson var ledamot i Marknadsdomstolen 1981-2005.
Utmärkelser
- Hedersdoktor, Svenska Handelshögskolan, Vasa  1994
- Hedersdoktor, Helsingin Kauppakorkeakoulou, Helsingfors 2001
- IVA Gold Medal, 2016
- Ahlsellpriset  1978

- Söderbergska handelspriset 1990